# Développement en série de Engel
En mathématiques, le développement en série de Engel d'un nombre réel strictement positif {\displaystyle x}, moins connu que son développement en fraction continue mais étroitement lié, est son expression sous la forme :
{\displaystyle x={\frac {1}{a_{1}}}+{\frac {1}{a_{1}a_{2}}}+{\frac {1}{a_{1}a_{2}a_{3}}}+\dotsb }
où les {\displaystyle a_{n}} forment une suite croissante d'entiers naturels non nuls. Il y a existence et unicité de la suite {\displaystyle (a_{n})_{n\geqslant 1}}pour tout {\displaystyle x} strictement positif.
Son appellation honore Friedrich Engel, qui l'a étudié en 1913 ; on l'utilise en théorie des nombres et en théorie des probabilités.
Un développement similaire est le développement en série de Pierce, dans lequel les termes sont de signes alternés,. 

## Écriture condensée
On utilisera dans cet article la notation {\displaystyle {\frac {1}{a_{1}}}+{\frac {1}{a_{1}a_{2}}}+{\frac {1}{a_{1}a_{2}a_{3}}}+\dotsb =\left]a_{1},a_{2},a_{3},\dots \right[}.
De plus, lorsque x appartient à {\displaystyle \left]n,n+1\right[}, on a toujours {\displaystyle a_{1}=a_{2}=\dots =a_{n}=1}. On écrira donc plus simplement un réel {\displaystyle x} non entier de cet intervalle sous la forme {\displaystyle x=n+]a_{n+1},a_{n+2},..[} où {\displaystyle n=\left\lfloor x\right\rfloor } est la partie entière de {\displaystyle x} ; on a alors {\displaystyle a_{n+1}\geqslant 2}.
Par exemple, le nombre π, situé entre 3 et 4, s'écrit {\displaystyle \pi =\left]1,1,1,8,8,17,19,300,\dots \right[}{\displaystyle =3+\left]8,8,17,19,300,\dots \right[}.

## Premiers exemples
- Un développement par une suite constante correspond à une série géométrique : {\displaystyle \left]a,a,a,\dots \right[=\sum _{n=1}^{\infty }{1 \over a^{n}}={\frac {1}{a-1}}} (pour tout entier {\displaystyle a\geqslant 2}).
- Celui du nombre e correspond au développement obtenu à partir de la série entière de l'exponentielle : {\displaystyle \mathrm {e} =\sum _{n=0}^{\infty }{\frac {1}{n!}}} ; donc {\displaystyle \mathrm {e} =2+\left]2,3,4,\dots \right[}.
- Plus généralement, {\displaystyle {\sqrt[{n}]{\mathrm {e} }}=\sum _{k=0}^{\infty }{\frac {1}{n^{k}k!}}=1+\left]n,2n,3n,\dots \right[}.
- Le nombre {\displaystyle \sum _{p{\text{ premier}}}{1 \over p\#}={1 \over 2}+{1 \over {2\times 3}}+{1 \over {2\times 3\times 5}}+\ldots =0{,}70523\ldots }[8], somme des inverses des primorielles, est le nombre pour lequel la suite {\displaystyle (a_{n})_{n\geqslant 1}} est la suite croissante de nombres premiers.

## Expression des sommes partielles
La somme partielle {\displaystyle S_{N}={\frac {1}{a_{1}}}+{\frac {1}{a_{1}a_{2}}}+\dots +{\frac {1}{a_{1}a_{2}\dots a_{N}}}} peut s'écrire après factorisations sous les formes équivalentes suivantes :
{\displaystyle {\frac {1}{a_{1}}}{\biggl (}1+{\frac {1}{a_{2}}}{\biggl (}1+\dots +{\frac {1}{a_{N-1}}}{\biggl (}1+{\frac {1}{a_{N}}}{\biggl )}{\biggl )}{\biggl )}={\frac {\displaystyle 1+{\frac {\displaystyle 1+\cdots {\frac {\displaystyle 1+{\frac {1}{a_{N}}}}{\displaystyle \cdots }}}{\displaystyle a_{2}}}}{\displaystyle a_{1}}}}, fraction continue ascendante,
à comparer avec le développement en fraction continue descendante classique : {\displaystyle a_{0}+{\cfrac {1}{a_{1}+{\cfrac {1}{a_{2}+\dots +{\cfrac {1}{a_{N}}}}}}}} ;
cette expression montre que {\displaystyle S_{N}} peut se calculer à partir de {\displaystyle a_{1},\dots ,a_{N}} avec {\displaystyle N} divisions et {\displaystyle N} additions (les additions consistant juste à ajouter 1).
Le nombre {\displaystyle x=\lim _{N\to \infty }S_{N}} s'écrit alors {\displaystyle {\frac {\displaystyle 1+{\frac {\displaystyle 1+{\frac {\displaystyle 1+\cdots }{\displaystyle a_{3}}}}{\displaystyle a_{2}}}}{\displaystyle a_{1}}}}.

## Construction du développement
La suite {\displaystyle (a_{n})} s'obtient par l'algorithme suivant, dû à Henry Briggs :
{\displaystyle \left\{{\begin{matrix}{a_{1}=\left\lfloor {\frac {1}{x}}\right\rfloor +1}\\{x_{1}=a_{1}x-1}\end{matrix}}\right.,\left\{{\begin{matrix}{a_{2}=\left\lfloor {\frac {1}{x_{1}}}\right\rfloor +1}\\{x_{2}=a_{2}x_{1}-1}\end{matrix}}\right.,\qquad \dotso ,\left\{{\begin{matrix}{a_{n}=\left\lfloor {\frac {1}{x_{n-1}}}\right\rfloor +1}\\{x_{n}=a_{n}x_{n-1}-1}\end{matrix}}\right.,...}
De sorte que {\displaystyle x_{n}=\left]a_{n+1},a_{n+2},\dots \right[}.
On obtient par exemple :
{\displaystyle {\sqrt {2}}=1+\left]3,5,5,16,18,78,112,\dots \right[}, voir la suite A028254 de l'OEIS.
La liste des développements de Engel publiés dans l'OEIS se trouve ici.
Théorème — Le réel x est rationnel si et seulement si la suite {\displaystyle (a_{n})_{n\geqslant 1}} est constante à partir d'un certain rang.
Ceci permet de prouver l’irrationalité de nombres dont on connait un développement du type {\displaystyle \sum _{n=1}^{\infty }{\frac {1}{a_{1}\dots a_{n}}}} comme e, {\displaystyle {\sqrt[{n}]{\mathrm {e} }}}, {\displaystyle \cosh 1}, {\displaystyle \sinh 1}, {\displaystyle \mathrm {e} ^{\sqrt {2}}}, {\displaystyle \sum _{n=1}^{\infty }{\frac {1}{2^{n^{2}}}}}, {\displaystyle \sum _{p{\text{ premier}}}{1 \over p\#}}.

## Variante différenciant les rationnels des irrationnels
- Le réel positif {\displaystyle x} s'écrit aussi de manière unique sous la forme :
{\displaystyle x={\frac {1}{b_{1}}}+{\frac {1}{b_{1}b_{2}}}+{\frac {1}{b_{1}b_{2}b_{3}}}+\dotsb +{\frac {1}{b_{1}b_{2}\dotsm b_{n}}}+\dotsb },
où les {\displaystyle b_{n}} forment une suite finie ou infinie croissante (au sens large) d'entiers strictement positifs, mais où l'on s'interdit une suite infinie constante à partir d'un certain rang.
- De plus, ces entiers s'obtiennent en utilisant cette fois la fonction partie entière supérieure {\displaystyle \lceil .\rceil } :
{\displaystyle \left\{{\begin{matrix}{b_{1}=\left\lceil {\frac {1}{x}}\right\rceil }\\{u_{1}=b_{1}x-1}\end{matrix}}\right.,\left\{{\begin{matrix}{b_{2}=\left\lceil {\frac {1}{u_{1}}}\right\rceil }\\{u_{2}=b_{2}u_{1}-1}\end{matrix}}\right.,\qquad \dotso ,\qquad \left\{{\begin{matrix}{b_{n}=\left\lceil {\frac {1}{u_{n-1}}}\right\rceil }\\{u_{n}=b_{n}u_{n-1}-1}\end{matrix}}\right.\dots }
en convenant que si un {\displaystyle u_{N}} est nul, la suite d'entiers s'arrête à {\displaystyle b_{N}}.
- Le réel {\displaystyle x} est alors irrationnel si et seulement si la suite des {\displaystyle b_{n}} est infinie, et dans ce cas (par unicité) les deux constructions coïncident.
- Lorsque {\displaystyle x} est rationnel, la suite finie {\displaystyle (b_{1},\dots ,b_{N})} et la suite infinie stationnaire {\displaystyle (a_{1},a_{2},a_{3},...)} coïncident jusqu'au rang {\displaystyle N-1}, et pour tout {\displaystyle n\geqslant N}, {\displaystyle a_{n}=b_{N}+1}.

Par exemple : {\displaystyle {355 \over 113}=3+\left]8,8,17,19,113\right[=3+\left]8,8,17,19,114,114,\dots \right[} (à comparer avec le développement de π ci-dessus).
Notons que cet algorithme fournit, pour tout rationnel strictement compris entre 0 et 1, un développement en somme de fractions égyptiennes de dénominateurs distincts. Cette écriture avait été vue par Fibonacci dans son Liber abaci (1202).

## Formule de Stratemeyer
Cette formule donne le développement de Engel des nombres quadratiques de la forme : {\displaystyle a-{\sqrt {a^{2}-1}}} où {\displaystyle a} est un entier {\displaystyle \geqslant 1} ;
la suite {\displaystyle (a_{n})} étant définie par {\displaystyle a_{1}=a} et {\displaystyle a_{n+1}=2a_{n}^{2}-1}, on a : {\displaystyle a-{\sqrt {a^{2}-1}}=\left]2a_{1},2a_{2},\dots \right[=\sum _{n=1}^{\infty }{\frac {1}{2^{n}a_{1}\dots a_{n}}}}.
Par exemple, {\displaystyle 2-{\sqrt {3}}=\left]4,14,194,37634,\dots \right[}, voir la suite A003010 de l'OEIS.